# Sebastian Kehl
Sebastian Walter Kehl (född 13 februari 1980) är en tysk före detta fotbollsspelare (defensiv mittfältare) som har spelat för Borussia Dortmund i tretton år. Efter att veteranen Christian Wörns slutade blev Kehl en kandidat för att bli den nya lagkapten i Dortmund, och han hade bindeln på armen i 2-1 segern i tyska Supercupen över Bayern München. Under 2022 ersatte han Michael Zorc som sportchef i Borussia Dortmund. 
Sebastian Kehl är född i Fulda (Hessen), och gick till Borussia Dortmund 2001 och har gjort 228 framträdanden. Kehl är utan tvekan en viktig spelare för klubben, men han har haft många skadeproblem under sin karriär, under säsongerna 2006/07 och 2007/08 gjorde Kehl endast 20 framträdanden i ligan för a-laget. Under säsongerna 2009/10 och 2010/11 blev det totalt 12 matcher i ligan. I mars 2014 förlängde han sitt kontrakt med Dortmund fram över säsongen 2014/2015.
Han gjorde sin internationella debut mot Slovakien under 2001 och gjorde till 2006 totalt 31 framträdanden i Tyskland. Kehl var med i det tyska landslag som kom på andra plats i VM 2002 och 3:e plats i VM 2006.
Kehl spelade oftast som balansspelare på mittfältet under sin karriär, men han kunde även spela som försvarare.

## Meriter
- VM i fotboll: 2002, 2006
  - VM-silver 2002
  - VM-brons 2006
- EM i fotboll: 2004